# 강진 베이스볼 파크
강진 베이스볼 파크(Gangjin Baseball Park)는 전라남도 강진군 도암면 학장리에 위치한 야구장이다. 야구장용 펜스, 인조잔디 제조업체인 스포츠테레카의 우수창 회장이 2009년에 세웠으며, 2010년부터 2013년까지 넥센 히어로즈의 2군 홈 구장 및 구단 전용 훈련장으로 사용되었는데 키움 히어로즈가 2022년 해당 구장에서  2차 전지훈련을 했다. 넥센 히어로즈는 4개 면 중 1개 면(제3구장)을 고정으로 임차하여 사용했다.
좌우 펜스 90m , 중앙 펜스 120m이며 2009년에 건립되었고 전자 점수판을 사용하며, 조명 시설이 설치되어 있지 않아 야간 경기 및 야간 훈련이 불가능하다.

## 넥센 히어로즈의 이탈
2010년 원당야구장을 사용할 수 없게 되면서 이 곳을 2군 경기장으로 사용하게 되어 2군 남부 리그에서 경기했다. 서울특별시와 대단히 멀리 떨어져 있다는 특징 때문에 코칭스태프와 선수 등의 커뮤니케이션 문제가 지적되자 넥센 히어로즈에서는 2군 훈련장을 이전하기로 결정했다. 하지만 몇몇 지역과 협의를 진행한 것은 인정하면서도 매듭 단계는 아니라고 강조했다. 서울히어로즈프로야구단 측은 "2군 경기장 이전에 대해 아직 확정하지 못했다"며 "복수의 지역을 후보로 선정하고 검토하는 단계"라고 밝혔다. 실제로 사업을 추진 중인 남궁종환 부사장은 선문대학교 외에도 다른 지역 관계자들과 접촉을 가진 것으로 확인됐다. 후보군 가운데 충청남도 이남은 처음부터 제외된 것으로 전해졌다.
서울히어로즈프로야구단 측의 미온적 태도에도 선문대학교는 여전히 새 둥지가 될 유력한 후보였다. 하지만 서울히어로즈프로야구단 측에서 화성시와 계약을 하였고, 2군 팀명도 화성 히어로즈로 명명하기로 하면서 화성 히어로즈 베이스볼 파크로 이전하였다.
넥센 히어로즈가 떠난 이후 2014년에 자금난을 겪어 경매가 27억 4,800만 원에 낙찰, 민간시설로 인수되어 새로 개장해 사회인야구 대회 유치 등 꾸준히 운영 중에 있다.